# Gle Lhok-lhok
Gle Lhok-lhok är en kulle i Indonesien.   Den ligger i provinsen Aceh, i den västra delen av landet, 1 800 km nordväst om huvudstaden Jakarta. Toppen på Gle Lhok-lhok är 102 meter över havet.
Terrängen runt Gle Lhok-lhok är platt åt nordost, men åt sydväst är den kuperad.Runt Gle Lhok-lhok är det tätbefolkat, med 442 invånare per kvadratkilometer. Närmaste större samhälle är Sigli, 15,2 km nordost om Gle Lhok-lhok. Trakten runt Gle Lhok-lhok består till största delen av jordbruksmark.